# Урочище «Лубянка» (заказник)
Уро́чище «Лу́бянка» — ботанічний заказник місцевого значення в Україні. Розташований у межах Ніжинського району Чернігівської області, на північний захід від села Вертіївка (поруч зі селом Хомине). 
Площа 438 га. Статус присвоєно згідно з рішенням Чернігівської обласної ради від 11.04.2000 року. Перебуває у віданні ДП «Ніжинське лісове господарство» (Вертіївське л-во, кв. 20–26, 34). 
Статус присвоєно для збереження частини лісового масиву з високопродуктивними насадженнями дуба. У домішку — береза, вільха, осика та інші. 
Заказник «Урочище «Лубянка» входить до складу Ніжинського регіонального ландшафтного парку.